# Marguerite-Magdelaine Marcot
Marguerite-Magdelaine Marcot, född 1780, död 1846, var en kanadensisk företagare. Hon skötte ett framstående pälshandlarföretag i Michilimackinac 1806-1822 och engagerade sig sedan i utbildning för områdets urbefolkning. 